# Jürgen Zarusky
Jürgen Zarusky (* 28. April 1958 in Miesbach; † 4. März 2019 in München) war ein deutscher Historiker.

## Leben
Zarusky studierte Geschichte, Germanistik und Sozialkunde auf Lehramt, das er 1987 mit dem ersten Staatsexamen abschloss. Anschließend begann er ein Promotionsstudium und wurde 1990 mit einer Arbeit über Die deutschen Sozialdemokraten und das sowjetische Modell 1917–1933 an der Ludwig-Maximilians-Universität München promoviert. Doktorvater war Gerhard A. Ritter. Zarusky war wissenschaftlicher Mitarbeiter am Institut für Zeitgeschichte (IfZ) in München und Redakteur der Institutszeitschrift Vierteljahrshefte für Zeitgeschichte. Zarusky führte am IfZ ein Forschungsprojekt zur vergleichenden Untersuchung der Politischen Justiz unter Lenin, Stalin und Hitler durch. Zusätzlich war er Lehrbeauftragter an der Katholischen Universität Eichstätt. Zusammen mit Hartmut Mehringer erarbeitete er die Mikrofiche-Edition Widerstand als 'Hochverrat'. Die Verfahren gegen deutsche Reichsangehörige vor dem Reichsgericht, dem Volksgerichtshof und dem Reichskriegsgericht.
Seine Forschungsschwerpunkte bildeten die Geschichte des Nationalsozialismus und Stalinismus sowie Totalitarismusforschung und Diktaturvergleich. Kritisch äußerte er sich zu Timothy Snyders aufsehenerregendem Buch Bloodlands. Europa zwischen Hitler und Stalin. Er kam zum Ergebnis, dass die „Bloodlands“ keine historische Landschaft seien, sondern ein synthetisches Konstrukt.
Seit seiner Studienzeit war er Mitglied von Amnesty International, stand in Briefkontakt zu politischen Häftlingen in der Sowjetunion und setzte sich für die Entschädigung von Opfern nationalsozialistischer Verfolgung („Ghettorenten“) ein.
Historiker wie Andreas Wirsching und Pavel Polian heben hervor, dass Zaruskys Arbeitsweise und Forschungen durch eine besondere Verbindung von Empathie mit den Opfern und akribischer Quellenarbeit charakterisiert sei. Zeitlebens spielte für ihn die Arbeit mit Zeitzeugen, die er intensiv betrieb, eine große Rolle. So hat er sich in seiner Wahlheimat, der Stadt Dachau, über viele Jahre hinweg für die KZ-Gedenkstätte Dachau engagiert und zahlreiche Beiträge dazu, u. a. in den Dachauer Heften publiziert.
Noch im Oktober 2018 organisierte er als wissenschaftlicher Leiter ein Symposium zur Zeitgeschichte über den deutsch-sowjetischen Krieg 1941–1945, dessen Rezeption ein weiterer Schwerpunkt seiner Forschungen darstellte.
2021 wurde er posthum mit dem Hermann-Ehrlich-Preis ausgezeichnet. Das Bündnis für Dachau vergibt seit 2012 jedes zweite Jahr den Hermann-Ehrlich-Preis an Personen oder Gruppen, die aufrecht demokratisches Verhalten beweisen, selbst wenn sie dafür persönliche Nachteile in Kauf nehmen müssen.

## Veröffentlichungen (Auswahl)
Monographien
- Die deutschen Sozialdemokraten und das sowjetische Modell 1917–1933. Ideologische Auseinandersetzung und außenpolitische Konzeptionen. Oldenbourg, München 1992, ISBN 3-486-55928-1 (zugl. Dissertation, Universität München 1990) (Volltext online verfügbar).
- mit Hartmut Mehringer: Widerstand als „Hochverrat“ 1933–1945. Die Verfahren gegen deutsche Reichsangehörige vor dem Reichsgericht, dem Volksgerichtshof und dem Reichskriegsgericht. Mikrofiche-Edition und Erschließungsband. Saur, München 1998, ISBN 3-598-33676-4.
- mit Walter Wagner: Der Volksgerichtshof im nationalsozialistischen Staat. Mit einem Forschungsbericht für die Jahre 1974 bis 2010. Oldenbourg, München 2011, ISBN 978-3-486-54491-6.

Herausgeberschaften
- Die Stalin-Note vom 10. März 1952. Neue Quellen und Analysen. Mit Beiträgen von Wilfried Loth, Hermann Graml und Gerhard Wettig. Oldenbourg, München 2002, ISBN 3-486-64584-6.
- Stalin und die Deutschen. Neue Beiträge der Forschung. Oldenbourg, München 2006, ISBN 978-3-486-57893-5.
- mit Johannes Hürter: Besatzung, Kollaboration, Holocaust. Neue Studien zur Verfolgung und Ermordung der europäischen Juden. Oldenbourg, München 2008, ISBN 978-3-486-58728-9.
- Ghettorenten. Entschädigungspolitik, Rechtsprechung und historische Forschung. Oldenbourg, München 2010, ISBN 978-3-486-58941-2 (Volltext digital verfügbar).
- mit Andreas Wirsching, Alexander Tschubarjan, Viktor Ischtschenko: Erinnerung an Diktatur und Krieg. Brennpunkte des kulturellen Gedächtnisses zwischen Russland und Deutschland seit 1945 (= Quellen und Darstellungen zur Zeitgeschichte. Bd. 107). De Gruyter Oldenbourg, Berlin 2015, ISBN 978-3-11-040476-0.[7]
- mit Martin Zückert, Volker Zimmermann: Partisanen im Zweiten Weltkrieg. Der Slowakische Nationalaufstand im Kontext der europäischen Widerstandsbewegungen (= Bad Wiesseer Tagungen des Collegium Carolinum. Bd. 37). Vandenhoeck & Ruprecht, Göttingen 2017, ISBN 978-3-525-37315-6.[8]
- mit Magnus Brechtken, Władysław Bułhak: Political and transitional justice in Germany, Poland and the Soviet Union from the 1930s to the 1950s. Wallstein, Göttingen 2019, ISBN 978-3-8353-3561-5 (online).
- mit Sybille Steinbacher: Der deutsch-sowjetische Krieg 1941-1945. Geschichte und Erinnerung. Dachauer Symposien zur Zeitgeschichte, Band 18, Wallstein, Göttingen 2020, ISBN 978-3-8353-3564-6.

Beiträge in Zeitschriften und Sammelbänden
- „... nur eine Wachstumskrankheit“? Jugendwiderstand in Hamburg und München, in: Dachauer Hefte 7 (1991), S. 210–229.
- Die KZ-Gedenkstätte Dachau. Zum Umgang mit einem umstrittenen historischen Ort, in: Jürgen Danyel (Hrsg.): Die geteilte Vergangenheit. Zum Umgang mit Nationalsozialismus und Widerstand in beiden deutschen Staaten. De Gruyter, Berlin/Boston 1995, Reprint 2014, ISBN 978-3-05-007045-2. S. 187–196.
- Shoah und Konzentrationslager in Wassili Grossmans Roman Leben und Schicksal, in: Dachauer Hefte 22 (2006): Realität – Metapher – Symbol. Auseinandersetzung mit dem Konzentrationslager, S. 175–198.
- Die „Russen“ im KZ Dachau. Bürger der Sowjetunion als Opfer des NS-Regimes, in: Dachauer Hefte 23 (2007): Nationalitäten im KZ, S. 105–139.
- Politische Justiz, Herrschaft, Widerstand, Aufsätze und Manuskripte. Schriftenreihe der Vierteljahrshefte für Zeitgeschichte. Posthum veröffentlichte Arbeiten Zaruskys. Band 122 der Schriftenreihe Zeitgeschichte der VfZ. Verlag De Gruyter Oldenbourg, Berlin 2021, ISBN 978-3-11-072800-2. Rezension hier[9]